# Agripa Furio Fuso (tribuno consular 391 a. C.)
Agripa Furio Fuso  fue un político y militar romano del siglo IV a. C. perteneciente a la gens Furia.

## Familia
Furio fue miembro de los Furios Fusos, una de las primeras familias patricias de la gens Furia.

## Tribunado consular
Obtuvo el tribunado consular en el año 391 a. C. y, con su colega Servio Sulpicio Camerino, se le encargó de la guerra contra los sapienates. Puesto que estos se habían atrincherado en su ciudad, los tribunos consulares se dedicaron al saqueo de su territorio.